# Serguei Nikitenko
Serguei Vladímirovitx Nikitenko (Сергей Владимирович Никитенко) (12 de març de 1956) va ser un ciclista soviètic. Va combinar el ciclisme en pista, on va guanyar un Campionat del món de persecució per equips, amb la carretera.

## Palmarès en ruta
- 1978
  - Vencedor de 3 etapes a la Volta a Iugoslàvia
- 1979
  - Vencedor de 2 etapes a la Volta a Cuba
  - Vencedor d'una etapa al Giro de les Regions
- 1980
  - Vencedor de 2 etapes a la Milk Race
- 1982
  - Vencedor de 4 etapes a la Volta a la Baixa Saxònia
- 1983
  - Vencedor d'una etapa al Tour de Loir i Cher

## Palmarès en pista
- 1982
  -  Campió del món de persecució per equips (amb Alexandre Krasnov, Valeri Movchan i Konstantín Khrabtsov)
  -  Campió de l'URSS en Persecució per equips